# Circuit bending
Circuit bending – kreatywne wykorzystywanie zwarć układów instrumentów elektronicznych (o niskim napięciu) – np. zabawek, małych syntezatorów zasilanych bateriami – w celu stworzenia nowego typu brzmienia. Powstający dźwięk jest przypadkowy (trudno powtórzyć idealnie to samo brzmienie), muzyka zaś aleatoryczna. Circuit bending stosuje się często podczas tworzenia tak zwanej „noise music”, jak również awangardowej muzyki współczesnej (na taśmę lub live).